# İlayda Ildır
İlayda Ildır (Estambul, 10 de febrero de 1996) es una actriz turca. Es conocida por  protagonizar la serie Söz.

## Filmografía

### Televisión
| Año       | Título             | Personaje    | Papel      |
| --------- | ------------------ | ------------ | ---------- |
| 2017      | Aşk Laftan Anlamaz | Bilge        | Secundaria |
| 2017-2019 | Söz                | Nazlı Kaçmaz | Secundaria |
| 2019      | Sefirin Kızı       | Dudu Çandar  | Secundaria |